# Spatholobus crassifolius
Spatholobus crassifolius är en ärtväxtart som beskrevs av George Bentham. Spatholobus crassifolius ingår i släktet Spatholobus och familjen ärtväxter. Inga underarter finns listade i Catalogue of Life.